# Europejskie prawo walutowe
Europejskie prawo walutowe – opiera się na prawie pierwotnym.
Pierwszym aktem prawnym mającym znaczenie dla wprowadzenia euro było rozporządzenie Rady 1103/97 z dnia 17 czerwca 1997 roku o postanowieniach odnoszących się do wprowadzenia euro.
Rozporządzenie to zawiera przypisy dotyczące trzech kwestii:
1. przyjęto że ECU zamienia się na euro w stosunku 1:1,
2. przyjęto zasadę ciągłości stosunków prawnych (treść kontraktów nie ulega zmianie, zmienia się jedynie waluta oraz wartość kontraktu) oraz zasadę zachowania określonej waluty świadczenia w okresie przejściowym,
3. kursy wymienne euro do walut narodowych składają się z sześciu znaczących cyfr, natomiast kurs euro jest zaokrąglany do dwóch miejsc po przecinku.

Podstawowym aktem wykonawczym w europejskim prawie walutowym jest rozporządzenie Rady 974/98 z dnia 3 maja 1998 roku w sprawie wprowadzenia euro.
Na podstawie tego aktu prawnego z dniem 1 stycznia 1999 roku euro zostało wprowadzone do rozliczeń bezgotówkowych. Rozporządzenie to ustaliło także kalendarz procedur związanych z wprowadzeniem nowej waluty do obrotu w państwach członkowskich które zdecydowały o jej przyjęciu.
W celu zbliżenia polityk makroekonomicznych państw członkowskich oraz umożliwieniu przepływu kapitału, Rada Unii Europejskiej sformułowała decyzje:
- Decyzja Rady Unii Europejskiej Nr 71/141/EWG w sprawie wzmocnienia koordynacji krótkookresowych polityk gospodarczych państw członkowskich,
- Decyzja Rady Unii Europejskiej Nr 71/142/EWG oraz 71/143/EWG w sprawie wzmocnienia współpracy pomiędzy bankami centralnymi państw członkowskich,
- Decyzja Rady Unii Europejskiej Nr 74/120/EWG w sprawie osiągnięcia wysokiego poziomu konwergencji polityk gospodarczych państw członkowskich Wspólnot.